# 나는 이상한 쇼에 출연했다
《나는 이상한 쇼에 출연했다》(I Survived a Japanese Game Show)는 ABC에서 방송된 미국의 리얼리티 텔레비전 프로그램이다. 대한민국에서는 2009년 QTV를 통해 방송되었다.

## 개요
미국 밖은커녕 집 근처를 떠나본 적도 없는 10명의 미국인들이 전혀 들어보지 못한 일본의 게임 쇼 《마지데》(ま気で)에 출연하는 과정을 그린다.

## 에피소드
| # | 부제목                           | 본방송일자      |
| --- | -------------------------------- | --------------- |
| 01 | "나는 정말 이상한 쇼에 출연했다" | 2009년 7월 15일 |
| 앤드루, 벨린다, 캐시, 벤, 다시, 메리, 도넬, 올가, 저스틴, 메간. 이렇게 10명의 미국인이 리얼리티 쇼 출연을 위해 LA에 모인다. 도쿄 투어에 나선 참가자들은 토호 스튜디오에 도착한다. 암흑을 헤치고 스튜디오 안에 들어가는데 갑자기 조명이 켜지고 일본인 방청객이 가득한 '마지데'라는 게임쇼 녹화가 시작된다. |                                  |                 |
| 02 | "인형 잡는 인간 기중기"          | 2009년 7월 15일 |
| 녹색 원숭이 팀과 노란 원숭이 팀이 두 번째 대결을 앞둔 가운데, 녹색 원숭이 팀의 벤이 몸이 좋지 않아 경기를 포기하고 떠나기로 한다. 지난주에 탈락했던 다시 벤을 대신해 녹색 원숭이 팀에 투입한다. |                                  |                 |
| 03 | "밟아야 산다!"                   | 2009년 7월 22일 |
| 04 | "아기나 닭이나 엉덩이만 고생"    | 2009년 7월 22일 |
| 05 | "게임은 게임일 뿐"               | 2009년 7월 29일 |
| 06 | "어질어질 신랑 신부"             | 2009년 7월 29일 |
| 07 | "일본인과 절친되기"              | 2009년 8월 5일  |
| 08 | "수퍼 마지데"                    | 2009년 8월 5일  |

## 방송일
- 본방송 : 매주 수요일 밤 10시
- 재방송 : 매주 목요일 오전 11시, 일요일 낮 12시

## 등장 인물
- 토니 사노 (MC)
- 로무 칸다 (MC)
- 코주 사이토
- 벤 휴지스
- 올가 메드베데브
- 저스틴 우드
- 달시 슬레태거
- 도넬 핏맨
- 캐시 날던
- 메간 쿠퍼
- 매리 그린월드
- 벨린다 메디슨
- 앤드루 캘리 헤이즈

## 기타
2008년 여름에 미국 ABC 방송사에서 방영되면서 대히트를 거둔 프로그램의 최근 유럽에 저명한 "Rose dor Festival"에서 최고의 영광인 "Best of 2009"상을 수상한 리얼리티 프로그램이기도 하다.